# Île des Lions de mer
L'île des Lions de mer (en anglais : Sea Lion Island, en espagnol : Isla de los Leones Marinos) est l'une des îles de l'archipel des Malouines (Falkland Islands), située à quatorze kilomètres au sud-est de la Malouine orientale, l'île principale de l'archipel.

## Population et histoire
Quelques habitants résident sur l'île où l'on trouve deux pistes d'atterrissage. Auparavant, elle a été un lieu d'élevage de moutons et une base pour l'abattage de manchots pour leur huile. Quand le navire britannique Viscount fait naufrage en 1892, ses débris servent à la construction de la ferme de l'île. L'élevage de moutons a fortement décliné et dans les dernières années, l'écotourisme est devenu la principale activité.
Un mémorial dédié au HMS Sheffield, destroyer de la Royal Navy perdu au combat pendant la guerre des Malouines en 1982 se trouve sur Bull Hill dans le sud de l'île.

## Géographie
L'île des Lions de mer est une longue île étroite bordée de falaises sur sa partie ouest. On trouve aussi quelques étangs, comme ceux de Beaver et Long Pond. Juste au sud se trouve Rum Island qui abrite une petite colonie d'otaries. East Loafers est le nom de la baie de la côte sud.
Bull Hill est le point le plus haut de l'île avec environ 46 m.
L'île est principalement constituée de grès et de mudstone, datant d'environ 250 millions d'années. Quelques fossiles mineurs y ont été trouvés.

## Faune

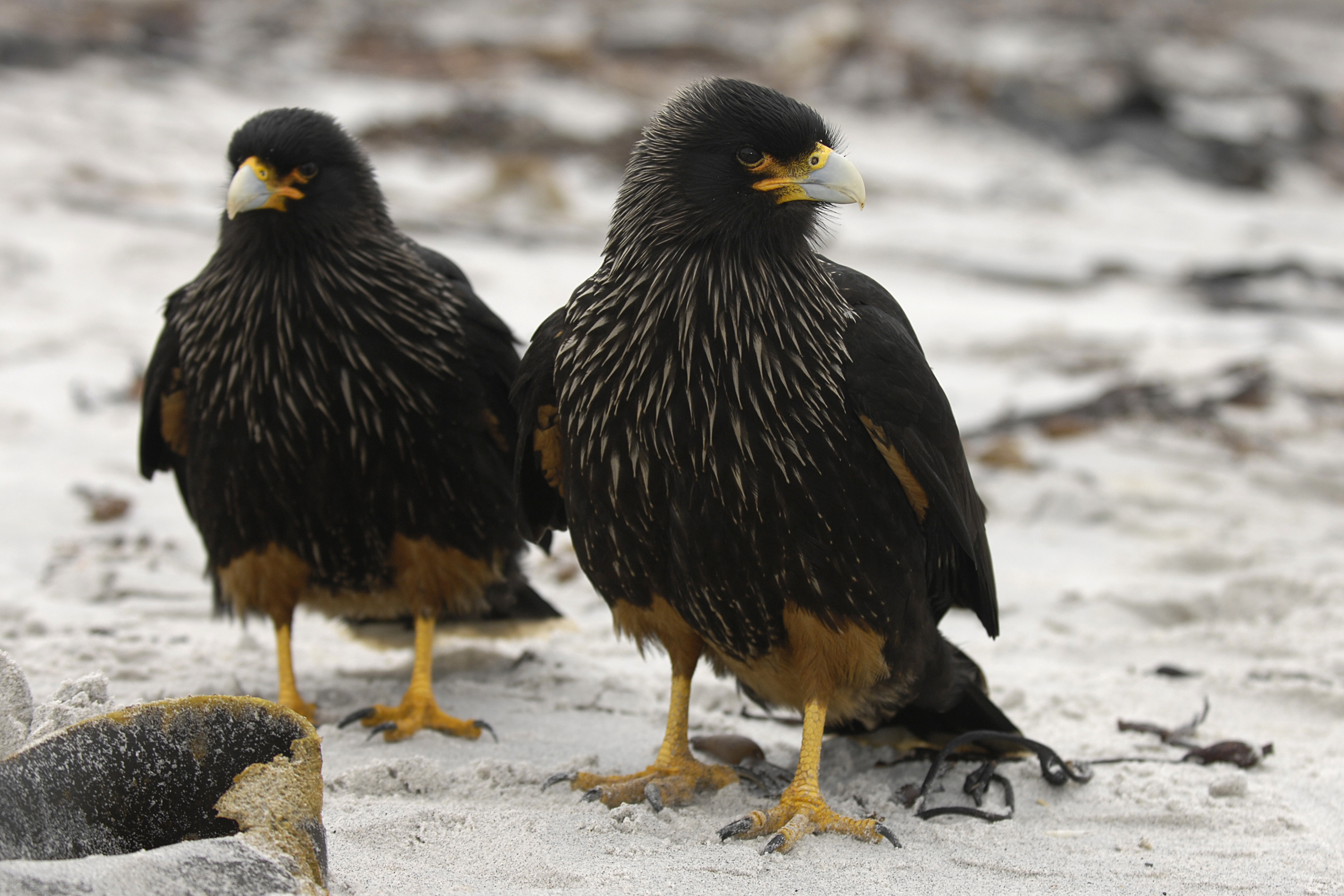
Caracaras austral (Phalcoboenus australis) sur l'île des Lions de mer.

L'île est connue pour sa vie sauvage avec des otaries à crinière, des éléphants de mer australs, des manchots, des caracaras australs, des labbes antarctiques et au large, en mer, des orques. Earthwatch, une organisation internationale, envoie des volontaires sur l'île depuis plusieurs années pour des études environnementales sur la vie des éléphants de mer.

## Homonymie
Il existe également aux Malouines une autre petite île dans le Choiseul Sound portant ce nom.